# FOS Open Scouting
FOS Open Scouting is een van de vijf scouts- en gidsenfederaties van België en is een actief-pluralistische, internationaal gerichte scouts- en gidsenbeweging voor kinderen en jongeren vanaf vijf jaar. De federatie telt ongeveer tienduizend leden verdeeld over 55 eenheden. FOS Open Scouting is actief in Vlaanderen en Brussel.  FOS Open Scouting is erkend als jeugdwerkorganisatie door de Vlaamse overheid en ontvangt van hen ook subsidies.
FOS Open Scouting ontstond onder de naam Federatie Open Scoutisme (FOS) in 1966 na de splitsing van de BSB - GGB (Boy Scouts Belgium - Girl Guides Belgium) in een Nederlandstalige en een Franstalige vereniging. De Franstalige tegenhanger heet Les Scouts et Guides Pluralistes. De volledige naam (Federatie Open Scoutisme) raakte in onbruik. In de praktijk kreeg de afkorting F.O.S. of FOS de voorkeur. Uit deze verkorte naamgeving bleek niet langer dat het een scoutsfederatie betrof. Op de AV van 18 maart 2004 werd besloten de afkorting 'FOS' al dan niet aangevuld met 'Open Scouting' te gebruiken. Enkele jaren later - op de AV van 18 oktober 2007 - werd de naam uiteindelijk gewijzigd naar FOS Open Scouting.

## Missie
FOS Open Scouting is een scoutsbeweging  die openstaat voor alle kinderen en jongeren. Wij bieden hen een veilige leeromgeving die ze zelf mee kunnen vormgeven, waar ze zich thuis voelen en kunnen experimenteren. Wij reiken kinderen en jongeren een plezierige vrijetijdsbesteding aan waarin we via spel en avontuur de mogelijkheid creëren om te groeien en te leren uit eigen ervaringen. 
FOS Open Scouting stimuleert ontmoeting en laat kinderen en jongeren in dialoog treden met elkaar en hun omgeving. Zo ontwikkelen zij zich tot actieve burgers die zin geven aan hun eigen leven en elk op hun unieke manier bijdragen aan een betere wereld. 
FOS Open Scouting kiest hierbij nadrukkelijk voor een duurzame werking om haar aanbod blijvend te garanderen in een steeds veranderende samenleving.

## Structuur van de federatie
De kern van FOS Open Scouting zijn de eenheden. De nationale koepel stelt alles in het werk om die eenheden zo goed mogelijk te ondersteunen, informeren & inspireren. De eenheden worden, anders dan bij Scouts en Gidsen Vlaanderen niet onderverdeeld in gouwen en districten, dit omwille van de kleinere omvang van FOS Open Scouting die een meer rechtstreekse participatie mogelijk maakt.
FOS Open Scouting is een van de vijf lidorganisaties van de Gidsen- en Scoutsbeweging in België (GSB). FOS Open Scouting is via de GSB ook erkend door de World Organization of the Scout Movement (WOSM) en de World Association of Girl Guides and Girl Scouts (WAGGGS).

### Het Federaal Bestuur
Het Federaal Bestuur bestaat uit maximaal 13 vrijwilligers en de Federaal Verantwoordelijke (FV). De federaal verantwoordelijke (FV) is de pedagogisch eindverantwoordelijke van de beweging.

### De Algemene Vergadering
De Algemene Vergadering van FOS Open Scouting is voornamelijk samengesteld uit drie vertegenwoordigers van elke lokale eenheid. 

### (A)EL-Netwerken
De eenheidsleiding en assistent-eenheidsleiding (de eindverantwoordelijken van elke scoutseenheid) worden regelmatig uitgenodigd op provinciale (A)EL-netwerken, waar vooral ervaring uitgewisseld wordt.

## Structuur van een eenheid
FOS Open Scouting stelt volgende structuur voor aan zijn eenheden. Iedere eenheid heeft de mogelijkheid van deze officiële richtlijn af te stappen.
| Leeftijd | Landscouts                  | Seascouts          |
| -------- | --------------------------- | ------------------ |
| 5 - 7    | Bevers                      | Zeehonden          |
| 8 - 10   | Welpen                      | Welpen             |
| 10 - 11  | Wolven (optioneel)          | Wolven (optioneel) |
| 11 - 13  | Jongverkenners / Jonggidsen | Aspiranten         |
| 14 - 15  | Verkenners / Gidsen         | Juniors            |
| 16 - 17  | Seniors                     | Seniors            |
| 18 +     | Leiding                     | Leiding            |
| 18 +     | Stam                        | Loodsen            |

### Leiding
Binnen de leidingsploeg zijn verschillende profielen. Elke rol heeft een andere functie en andere verantwoordelijkheden. De eenheid bepaalt zelf welke taken en verantwoordelijkheden de leiding krijgen.
- De leiding heeft als verantwoordelijkheid spellen voorzien voor de kinderen en deze uitvoeren. Daarnaast is de leiding een flexibel iemand die helpt waar nodig en instructies kan opvolgen van anderen. In een cursus 'animator' wordt geleerd hoe met kinderen om te gaan en hoe ze te enthousiasmeren door diverse spellen te maken.
- De takleiding is de leidinggevende van een leeftijdscategorie (tak). Deze staat boven de gewone leiding van de tak, daarnaast zijn er diverse administratieve taken. De takleiding is tussenpersoon tussen de gewone leiding en het eenheidsleidingteam. In een cursus 'hoofdanimator' wordt er geleerd hoe de leiding te evalueren en hoe eindverantwoordelijkheid te nemen.
- De eenheidsleiding is eindverantwoordelijk voor de eenheid. Ze behartigt de financiële en administratieve zaken. Daarnaast is er de verantwoordelijkheid voor het coachen van takleiding. De eenheidsleiding wordt verkozen voor een bepaalde termijn (max. 6 jaar). Er is voor deze rol een niet geattesteerde cursus.

### Stam
Leiding die na enkele jaren meedraaien niet meer voldoende tijd vindt om elke week weer actief te zijn, kan in de stam stappen. Ook sommige seniors kiezen daar voor. Veel groepen binnen Open Scouting hebben een stamwerking: een tak als een ander, maar met een beperkter engagement en een eigen ritme. De activiteiten zijn op maat en worden door de leiding ondersteund. Met een stamwerking, goed afgestemd op de rest van de eenheid, gaat expertise over bijvoorbeeld de organisatie van grote activiteiten en kampen niet verloren.

## Beknopte geschiedenis van de federatie
- 1909: Oprichting van de eerste Belgische scoutsgroep in Brussel door Harold Parfitt, een Schotse immigrant.[6] Deze scoutsgroep richt zich enkel op jongens.
- 1910: Op 23 december 1910 wordt de Algemene Raad van Scouting in België opgericht en met een nieuwe naam: de Boy Scouts van België (BSB). Het officiële kenteken is de vijfpuntige ster.[7]
- 1913: oprichting van de Sea Scouts van België (SSB).[8]
- 1919: Een eerste officiële bijeenkomst van gidsen heeft plaats op 17 december 1919. [bron?]
- 1920: Op 14 januari 1920 wordt het BSB-reglement aangepast en schrijft men de organisatie uit voor de toekomstige Girl Guides van België (GGB). Het devies luidt “Altijd mijn plicht” en een nieuw insigne wordt uitgetekend.[bron?]
- 1945: Op 3 juli 1945 besluiten de twee aparte organisaties van boy scouts de Belgique (de BSB) en Girl-Guides de Belgique (GGB), de handen in elkaar te slaan en een gezamenlijke vereniging te vormen (BSB-GGB).[9]
- 1966: Op 23 en 24 april 1966 splitst BSB-GGB op in een Nederlandstalige en Franstalige federatie. Aan Nederlandstalige zijde kiest men voor de naam Federatie voor Open Scoutisme (afgekort tot F.O.S.).[10]
- 2007: Op 18 oktober 2007 werd de naam gewijzigd in FOS Open Scouting.

### Lijst (oud-)Hoofdcommissarissen
- 1965-1966: Frans Snacken
- 1967-1968: Frans Mertens
- 1969: Jules De Meyer
- 1970-1971: Marcel Dujardin
- 1972-1973: Dirk De Valckenaere
- 1974-1975: André Marchand
- 1976-1978: André Cottem
- 1979: Nicky Maes
- 1980-1981: Jan Waeghe
- 1982-1983: Harry Roosemeyers
- 1984-1985: Rudy Colpaert
- 1986-1987: Johan De Court
- 1988-1991: Alex Dene
- 1992-1995: Rik Vandenbosch

### Lijst (oud-)Federaal Verantwoordelijken
- 1996-1997: Jan Pintelon
- 1998-1999: Rudi Goyvaerts
- 1999: Elsie Geirnaert - FV a.i.
- 2000-2001: Filip Van Acker
- 2002-2005: Serge De Vriend
- 2006: Frank Vandenbussche
- 2006-2010: David Berg *
- 2011: Robin Decoster
- 2012-2018: Pieter Monsart
- 2018-2019: Hannes De Reu
- 2019-2025: Jan Verbeure
- 2025-...: [vacant]

('* Sinds 2006 zijn de Federaal Verantwoordelijken een betaalde functie.)

## Lijst van scoutinggroepen (waaronder die van FOS Open Scouting)
- in Antwerpen
- in Brussel
- in Limburg
- in Oost-Vlaanderen
- in Vlaams-Brabant
- in West-Vlaanderen

## Jaarthema’s
Het jaarthema is een thema dat het jaar inhoudelijk kleurt. Elk (twee) jaar wordt er rond een ander thema gewerkt.
- 1967-1968: Creatief zijn
- 1968-1970: Samen
- 1970-1971: Positief
- 1971-1972: Fijn dat jij er bent
- 1972-1973: Ons mag je het vragen
- 1973-1975: Kijk naar de wereld
- 1975-1977: Elk ander
- 1977-1978: Zet alles op het spel
- 1979-1981: jij en ik zijn wij
- 1981-1983: Kies je keuze
- 1983-1985: Beslis je mee
- 1985-1987: Vitaliteit (fit al die tijd)
- 1987-1991: Breek eruit
- 1991-1992: Natuurlijk Avontuurlijk
- 1992-1994: Grenzeloos
- 1994-1996: Speel open kaart
- 1996-1998: Overbruggen
- 1998-2000: Verkennen
- 2000-2002: Zet inzet in
- 2002-2003: Buitengewoon
- 2003-2004: Stel je voor
- 2004-2005: Maak het bont!
- 2005-2006: Verdraai De Wereld
- 2006-2007: One World One Promise
- 2007-2008: Waaw!
- (Van 2008 tot 2011 besloot FOS Open Scouting om geen jaarthema’s te ontwikkelen.)
- 2011-2012: Armoede is een onrecht. Maak er spel van!
- 2017-2018: Respect met eieren
- 2018-2019: Ervaar je mee?
- 2019-2020: Nondedjuurzaam
- 2020-2021: Sterker als jezelf
- 2021-2022: Fossen in de Bossen
- 2022-2023: Ongehoord?!
- 2023-2024: Aan Zet
- 2024-2025: Vol-amuse-ment!

## Scouting evenement
- Saamdagen is het jaarlijkse weekeinde voor leiding dat de start inluidt van een nieuw werkjaar bij FOS Open Scouting. Het vindt plaats tijdens het laatste weekend van september
- Blauwe Wimpel  is een wedstrijd die om de twee jaar wordt georganiseerd waarbij de deelnemers verschillende proeven en nautische spelen tot een goed einde te brengen. Dit is een nationale wedstrijd voor alle seascouts/zeescouts van de Belgische scoutsfederaties.
- Gele Wimpel is een wedstrijd die tweejaarlijks wordt georganiseerd voor alle welpen van FOS seascoutseenheden. Ze krijgen verschillende (nautische) opdrachten